# Rui Mourão
Rui Mourão (Bambuí, 18 de abril de 1929 - Brasília, 18 de fevereiro de 2024) foi um escritor, novelista, romancista, ensaísta, crítico literário, pesquisador histórico e professor universitário brasileiro. Era membro da Academia Mineira de Letras, tendo sido diretor da Fundação de Arte de Ouro Preto e do Museu da Inconfidência.

## Biografia
Rui Mourão nasceu em 18 de abril de 1929, em Bambuí. Era o segundo filho de Edith Moreira Guimarães Mourão e Benjamin Mourão, escrivão da coletoria federal. Realizou seus estudos iniciais no Grupo Escolar José Alzamora, em Formiga. Por ser de origem pobre tentou a vida em Belo Horizonte, mudando-se em busca de trabalho em 1947.
Em 1949 é aprovado no vestibular para cursar Direito na Universidade Federal de Minas Gerais. Começa a embrenhar-se pelo mundo literário, tendo uma coluna no jornal A Manhã, do Rio de Janeiro. Publicava críticas literárias, a primeira sendo sobre Sagarana, de Guimarães Rosa. Conjuntamente a Affonso Ávila e Fábio Lucas, fundou a revista Tendência em 1957.
Em 1962 passou a atuar no Correio de Minas. No mesmo ano foi admitido como Auxiliar de Ensino, lecionando Literatura Brasileira, na Universidade de Brasília. Especializou-se em Literatura Brasileira, com uma dissertação de mestrado sobre Graciliano Ramos.
Em 1965 pede demissão com repúdio da Universidade de Brasília, pelas arbitrariedades praticadas pelo governo militar, junto a 270 outros docentes. Em exílio nos Estados Unidos da América, passou a lecionar na Tulane University. Retornou ao Brasil em 1969, integrando a Comissão de Redação do Suplemento Literário do Jornal Minas Gerais. Foi cofundador da Associação Nacional de Escritores.

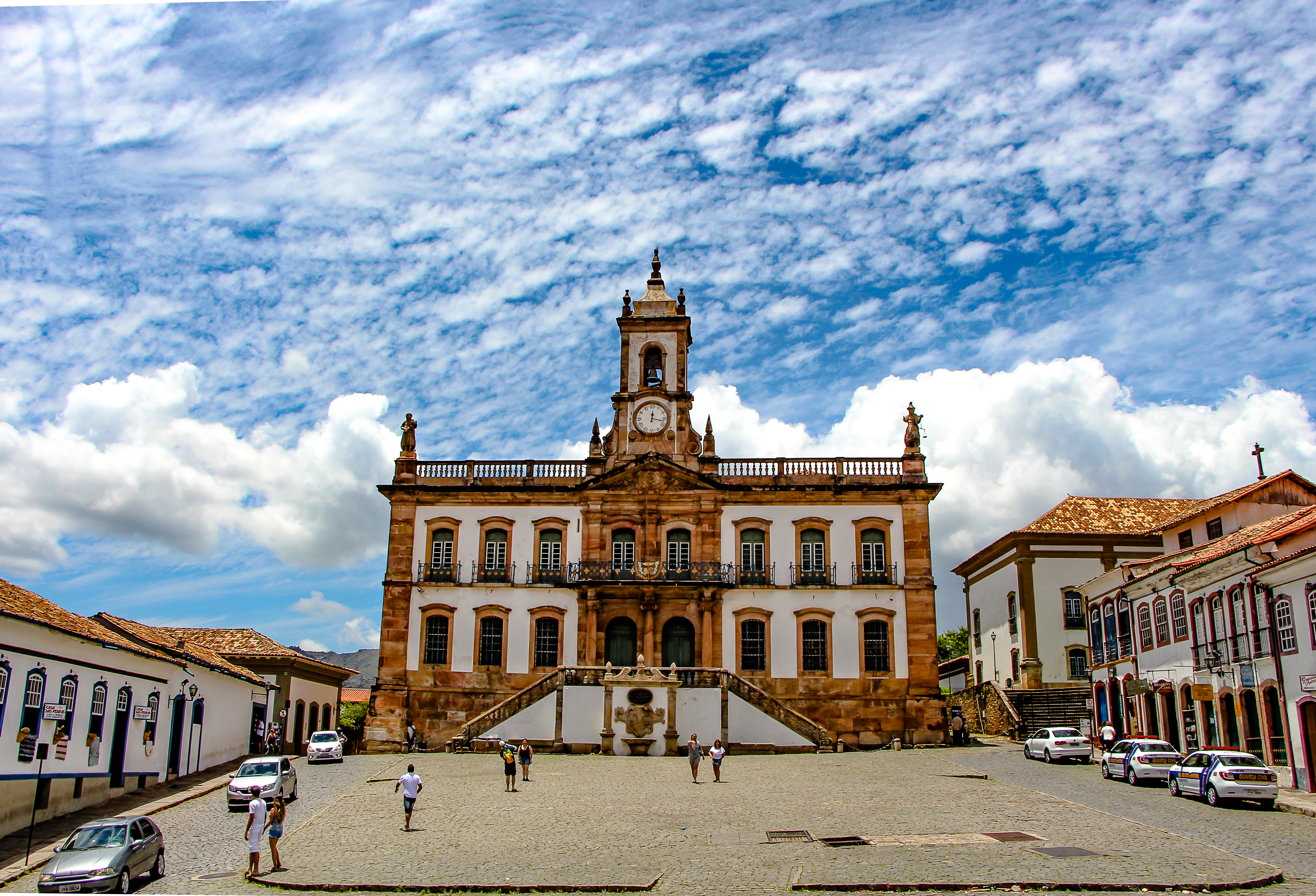
Museu da Inconfidência, Praça Tiradentes, em Ouro Preto.

Em 1970 tornou-se diretor executivo da Fundação de Arte de Ouro Preto (FAOP), que ajudou a fundar junto a outros intelectuais, como Jair Afonso Inácio. Em 1974 tornou-se diretor do Museu da Inconfidência, atuando no cargo por mais de 30 anos. Em 1975 foi nomeado membro do Conselho Estadual de Cultura, onde foi autor do projeto de criação do Prêmio Guimarães Rosa de ficção.
Faleceu em Brasília, em 18 de fevereiro de 2024.

### Academia Mineira de Letras
Em 25 de junho de 2009 foi eleito para a cadeira 31, que tem por patrono Lucindo Filho, da Academia Mineira de Letras. Tomou assento em 29 de outubro do mesmo ano, sendo recebido por Angelo Oswaldo.
Sucedeu Luís Carlos de Portilho, falecido em 2008, e foi sucedido por Ricardo Aleixo.

### Vida pessoal
Foi casado com Elza Sampaio de Couto, com quem teve quatro filhos: Cristiano, André, Clarice e Raquel.

## Obras
- 1956 - As Raízes (novela).[2][6]
- 1969 - Estruturas e Jonas.[7]
- 1971 - Curral dos crucificados.[7]
- 1973 - Cidade Calabouço (romance).[2]
- 1979 - Jardim Pagão (romance).[2]
- 1983 - Monólogo do Escorpião (romance).[2]
- 1984 - Museu da Inconfidência (ensaio). O livro contou com contribuição de Francisco Iglésias.[2][4]
- 1990 - O Alemão que Descobriu a América (ensaio).[2]
- 1990 - Boca de Chafariz (romance).[2]
- 1994 - A nova realidade do museu (ensaio).[7]
- 1996 - Servidão em Família.[2]
- 2001 - Invasões no Carrossel (romance).[2]
- 2008 - Quando os demônios descem dos morros.[7]
- 2015 - Mergulho na região do espanto.[8]
- 2020 - O longo arco da esperança.[7]

## Prêmios e honrarias
- 1955 recebeu o Prêmio Literário Cidade de Belo Horizonte.[6]
- 1958 recebeu a Medalha da Inconfidência, pelo governo do Estado de Minas Gerais.[2]
- 1986 recebeu o trofeu Melhores de 1985, setor cultura, pelo jornal Estado de Minas.[2]
- 1987 Prêmio Rodrigo Mello Franco de Andrade, pelo IPHAN.[1]
- 1988 Medalha da Ordem do Mérito Diamantinense.[1]
- 1991 Medalha Santos Dumont, pelo governo do Estado de Minas Gerais.[1]
- 1992 recebeu o prêmio de melhor romance por Boca de Chafariz, pela União Brasileira de Escritores do Rio de Janeiro.[1]
- 1994 Reconhecimento Especial do Pégaso, na Colômbia.[9]
- 2002 Recebeu pelo seu livro Invasões no Carrossel o prêmio ficção, da Academia Brasileira de Letras.[2]
- 2012 Premio Governo de Minas Gerais de Literatura, pelo conjunto de sua obra.[10]
- 2017 Honra ao Mérito pela Câmara Municipal de Ouro Preto.[11]